# FS E.402A
 (janvier 2022).
La série E.402 A est une locomotive électrique conçue en association entre l'utilisateur, le groupe Ferrovie dello Stato et le constructeur Ansaldo Trasporti. Elle utilisée dans le Transport ferroviaire en Italie à vitesse élevée. Elle a donné naissance à une autre série bicourant, la FS E.402B.

## Histoire
A la fin des années 1980, peu avant la mise en service complète de la fameuse ligne Direttissima Florence-Rome les locomotives les plus puissantes permettant de dépasser la vitesse de 200 km/h avec un convoi de voyageurs étaient les FS E.444 qui dataient des années 1970.
À partir de 1981, les techniciens du « Service Matériel et Traction » des FS de Florence étudient un nouveau projet de locomotive électrique (NDR : en Italie, 100 % des lignes sont électrifiées depuis 1970, sauf en Sardaigne) pour trains rapides à faire circuler en parallèle aux rames ETR Pendolino. Le projet est engagé selon les principes habituels des FS, une même locomotive à quatre essieux moteurs devant servir à grande vitesse pour les trains de voyageurs et à vitesse moindre pour le fret.
La traction devaient être de type « inverter », à convertisseurs électroniques  triphasé, un domaine où les agents des FS avaient très peu de références car cette technologie était très récente et très peu de constructeurs en avaient la maitrise même au niveau international. Le choix avait été dicté par les avantages substantiels offerts par les moteurs asynchrones triphasé comparé à ceux à courant continu. Poids inférieur pour une même puissance développée, coûts de maintenance inférieurs et fiabilité mieux conservée dans le temps.
Les bogies ont aussi fait l'objet de recherches et mises au point pour en garantir la longévité et l'efficacité, en profitant de l'expérience acquise sur les rames à grande vitesse ETR 450.
Les ingénieurs des FS avaient ainsi créé un nouveau groupe de locomotives, le E.402, conformément au code de classification en vigueur.
Attendu que cette locomotive était révolutionnaire pour l'époque, les ingénieurs des FS ont voulu, avant de lancer le premier appel d'offres auprès des constructeurs, faire construire un prototype pour en vérifier le fonctionnement. Le 29 octobre 1982 une commande est passée aux constructeurs italiens Officine Meccaniche Reggiane et Ansaldo Trasporti pour la construction d'un prototype expérimental classé E.402.000. La caisse était strictement conforme aux plans de la locomotive définitive pour valider l'aérodynamique de la face avant et des pantographes, mais l'intérieur était divisé en deux compartiments ; l'un transformé en laboratoire et l'autre recevant le convertisseur électronique, la tarre pour atteindre les 84 t de poids total de la locomotive complète de série et le poste de commande. Le prototype a été livré le 25 mars 1985 et a permis d'entreprendre les essais sur la LGV Florence - Rome, les lignes normales Florence-Pise et Vérone-Brenner.
Les FS passeront rapidement commande à ces deux mêmes constructeurs de 5 exemplaires complets de présérie numérotés E.402.001 à 005 qui furent livrés entre le 31 mai et le 29 décembre 1988 au dépôt FS de Florence. Ces locomotives ont été mises immédiatement en service en doublon avec des FS E.444. Quelques réglages ont été nécessaires sur la partie électronique avec l'aide d'Ansaldo tandis que la partie électrique et mécanique de traction s'avéra excellente et ne nécessita aucune modification même mineure.
Confortés par ces résultats flatteurs, le 21 août 1992, les FS passèrent commande d'une série de 40 exemplaires, numérotés E.402.006 à 045.
En 2013, les FS ont lancé un appel d'offres pour transformer ces 40 locomotives de série en locomotives mono-cabine destinées aux trains-convois "Intercity" dont la dernière voiture était équipée d'une cabine de commande. le nouveau groupe ainsi constitué a pris le nom de E.401.
Le groupe FS E.402A a donné naissance au groupe FS E.402B en 1997.